# Euptychia edwardsi
Euptychia edwardsi är en fjärilsart som beskrevs av Vladimir Nabokov 1942. Euptychia edwardsi ingår i släktet Euptychia och familjen praktfjärilar. Inga underarter finns listade i Catalogue of Life.